# Stepski lunj
Stepski lunj (znanstveno ime Circus macrourus) je ujeda iz družine kraguljev (Accipitridae).

## Opis
Stepni lunj je od 43 do 48 cm velika ptica svetlo sive barve po zgornji in rdeče pegaste po spodnji strani telesa. Je nekoliko večji od močvirskega in malo manjši od pepelastega lunja. Ima vitke, prišiljene peruti.

## Razširjenost
Že po imenu je razvidno, da je to ptica stepskih ravnic, razširjen pa je od jugovzhodne Romunije in severovzhodne Bolgarije pa vse do Altaja.
Glavna hrana stepnega lunja so majhni glodavci in žuželke, redkeje pa lovi ptice in manjše plazilce.
Gnezdi enkrat letno, maja in junija, samica pa znese od 4 do 6 jajc v gnezdo na tleh, kar je za ujede veliko.